# Caloptilia elongella

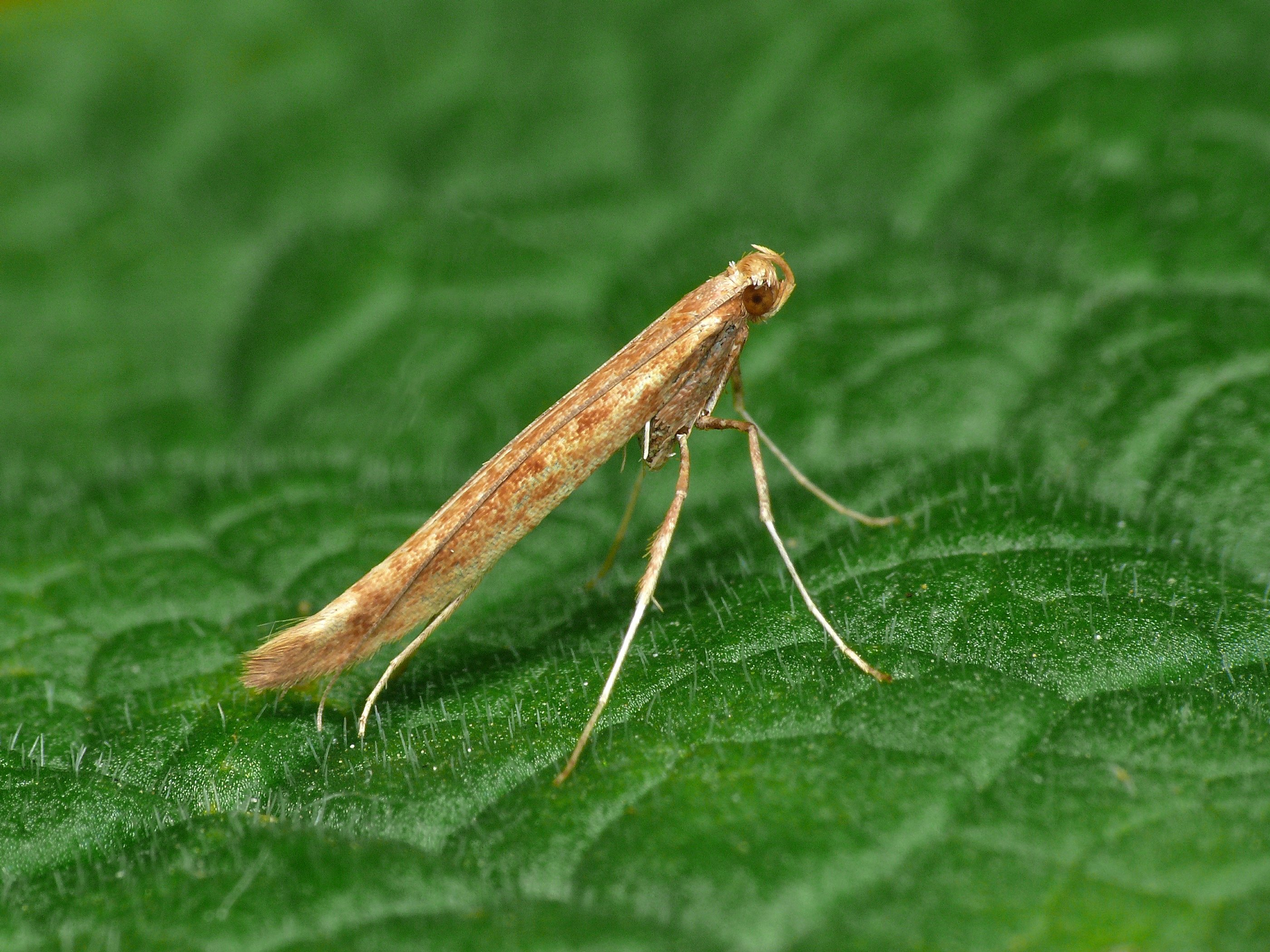
Caloptilia elongella, Männchen

Caloptilia elongella ist ein Kleinschmetterling aus der Familie der Miniermotten (Gracillariidae). 

## Merkmale
Die Schmetterlinge besitzen eine Flügelspannweite von 14–16 Millimeter. Die schlanken Vorderflügel sind rotbraun gefärbt. Die Hinterflügel sind graubraun. Die Vorderflügel besitzen entlang dem Hinterrand, die Hinterflügel entlang Vorder- und Hinterrand Härchen. Femora und Tibiae sind rotbraun, während die Tarsen weiß sind. Es gibt mehrere ähnliche Arten in der Gattung Caloptilia.
Die Raupen erreichen eine Länge von etwa 10 Millimeter. Sie sind sandfarben bis hellgrün gefärbt und besitzen einzelne abstehende Härchen. Die Mundwerkzeuge sind rotbraun.

## Verbreitung
Caloptilia elongella ist in der Paläarktis heimisch. Ihr Verbreitungsgebiet erstreckt sich über weite Teile Europas. In der Nearktis kommt die Art offenbar ebenfalls vor.

## Lebensweise
Die Art ist bivoltin, das heißt, sie bildet pro Jahr gewöhnlich zwei Generationen aus. Die überwinternden Schmetterlinge fliegen im Frühjahr bis in den Juni, die der zweiten Generation ab September. Die zweite Generation überwintert als Imago an immergrünen Bäumen wie Eiben (Taxus). Die Art ist auf verschiedene Erlen, insbesondere die Schwarz-Erle (Alnus glutinosa), als Wirtspflanze spezialisiert. Die Jungraupen entwickeln sich in Minen auf der Blattoberseite der Wirtspflanze. Die älteren Raupen wickeln ein Blatt in Längsrichtung, in dem sie sich aufhalten und an diesem fressen. Schließlich verpuppt sich die Raupe auf der Blattunterseite in einem seidenfarbenen Kokon. In Ruhestellung befindet sich bei den Schmetterlingen der vordere Körper über den Vorderbeinen.

## Bilder

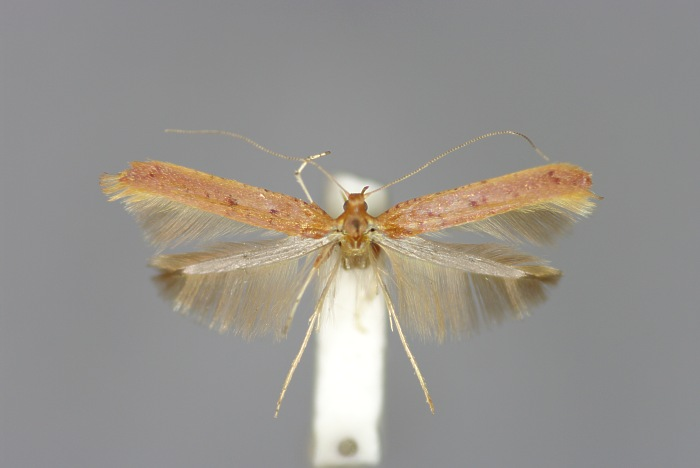
Präparat mit gespreizten Flügeln
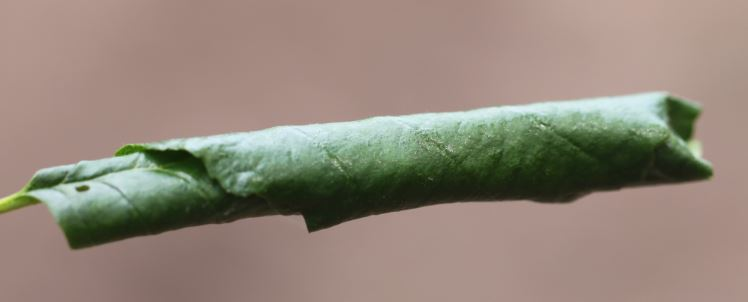
Zusammengerolltes Blatt einer Schwarz-Erle
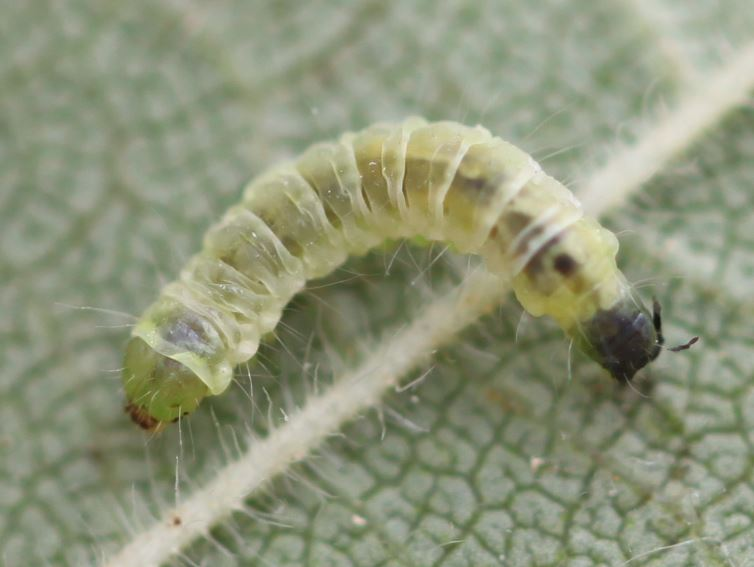
Raupe, ursprünglich in dem zusammengerollten Blatt